# Південна міська рада
Півде́нна міська́ ра́да — адміністративно-територіальна одиниця та орган місцевого самоврядування в Харківському районі Харківської області. Адміністративний центр — місто Південне.

## Загальні відомості
Південна міська рада утворена в 1963 році.
- Територія ради: 16,93 км²
- Населення ради: 8 795 осіб (станом на 2001 рік)

## Населені пункти
Міській раді підпорядковані населені пункти:
- м. Південне
- с-ще Першотравневе

## Склад ради
Рада складається з 36 депутатів та голови.
- Голова ради: Брюханов Олександр Миколайович
- Секретар ради: Кулик Олег Євгенович

### Керівний склад попередніх скликань
| Прізвище, ім'я, по батькові    | Основні відомості                                                       | Дата обрання | Дата звільнення |
| ------------------------------ | ----------------------------------------------------------------------- | ------------ | --------------- |
| Брюханов Олександр Миколайович | Міський голова, 1956 року народження, освіта вища, член Партії регіонів | 26.03.2006   | 31.10.2010      |
| Брюханов Олександр Миколайович | Міський голова, 1956 року народження, освіта вища, член Партії регіонів | 31.10.2010   |                 |

Примітка: таблиця складена за даними сайту Верховної Ради України

### Депутати
За результатами місцевих виборів 2010 року депутатами ради стали:

#### За суб'єктами висування
| Суб'єкт висування                                       | Кількість обраних депутатів | %    |
| ------------------------------------------------------- | --------------------------- | ---- |
| Партія регіонів                                         | 20                          | 55,6 |
| Політична партія Всеукраїнське об'єднання «Батьківщина» | 7                           | 19,4 |
| Партія «Відродження»                                    | 4                           | 11,1 |
| Комуністична партія України                             | 3                           | 8,3  |
| Партія Пенсіонерів України                              | 1                           | 2,8  |
| Політична партія «Фронт Змін»                           | 1                           | 2,8  |

#### За округами
| № округу                                                | Прізвище, ім'я, по батькові        | Дата визнання обраним | Освіта             | Партійна приналежність                        | Відомості про обраного депутата                                                     |
| ------------------------------------------------------- | ---------------------------------- | --------------------- | ------------------ | --------------------------------------------- | ----------------------------------------------------------------------------------- |
| Комуністична партія України                             |                                    |                       |                    |                                               |                                                                                     |
| б/м                                                     | Басанець Олександр Анатолійович    | 04.11.2010            | вища               | позапартійний                                 | Харківський національний педагогічний університет ім. Г. Сковороди, студент 5 курсу |
| б/м                                                     | Сабат Альбіна Миколаївна           | 04.11.2010            | вища               | член Комуністичної партії України             | тимчасово не працює                                                                 |
| 12                                                      | Ільїна Людмила Іванівна            | 04.11.2010            | середня            | член Комуністичної партії України             | пенсіонер                                                                           |
| Партія «ВІДРОДЖЕННЯ»                                    |                                    |                       |                    |                                               |                                                                                     |
| б/м                                                     | Кролевець Сергій Іванович          | 04.11.2010            | вища               | позапартійний                                 | підприємець                                                                         |
| б/м                                                     | Скулін Володимир Ігорович          | 04.11.2010            | вища               | позапартійний                                 | ВАТ «ЕЛМО-технології», директор                                                     |
| б/м                                                     | Осміховський Юрій Олександрович    | 04.11.2010            | середня            | позапартійний                                 | підприємець                                                                         |
| 15                                                      | Носко Олександр Михайлович         | 04.11.2010            | вища               | позапартійний                                 | підприємець                                                                         |
| Партія Пенсіонерів України                              |                                    |                       |                    |                                               |                                                                                     |
| б/м                                                     | Елізбарян Едуард Карленович        | 04.11.2010            | середня            | член Партії пенсіонерів України               | фізична особа-підприємець                                                           |
| Партія регіонів                                         |                                    |                       |                    |                                               |                                                                                     |
| б/м                                                     | Болгов Вадим Миколайович           | 04.11.2010            | вища               | член Партії регіонів                          | Південноміська лікарня, головний лікар                                              |
| б/м                                                     | Соломянов Олег Вікторович          | 04.11.2010            | вища               | член Партії регіонів                          | пенсіонер                                                                           |
| б/м                                                     | Переверзева Вікторія Валеріївна    | 04.11.2010            | вища               | член Партії регіонів                          | Оргвідділ апарату Харківської райради, спеціаліст                                   |
| б/м                                                     | Рижикова Наталя Іванівна           | 04.11.2010            | вища               | член Партії регіонів                          | приватний підприємець                                                               |
| б/м                                                     | Алексановська Людмила Павлівна     | 04.11.2010            | середня спеціальна | член Партії регіонів                          | Південноміський ліцей, заступник директора                                          |
| б/м                                                     | Оратовська Маргарита Володимирівна | 04.11.2010            | вища               | член Партії регіонів                          | АТ «У. П.Е. К.», начальник оргвідділу                                               |
| б/м                                                     | Мєуш Наталія Вікторівна            | 04.11.2010            | вища               | позапартійна                                  | Фінансове управління ХРДА, начальник                                                |
| б/м                                                     | Малахов Олександр Борисович        | 04.11.2010            | середня            | член Партії регіонів                          | магазин «АЛЛО», охоронець                                                           |
| 1                                                       | Кулик Олег Євгенович               | 04.11.2010            | вища               | член Партії регіонів                          | приватний підприємець                                                               |
| 2                                                       | Огульчанська Надія Іванівна        | 04.11.2010            | вища               | член Партії регіонів                          | пенсіонер                                                                           |
| 4                                                       | Гладушко Світлана Іванівна         | 04.11.2010            | середня            | член Партії регіонів                          | пенсіонер                                                                           |
| 5                                                       | Антоненко Ірина Володимирівна      | 04.11.2010            | середня            | член Партії регіонів                          | Зеленогайський будинок дитини, молодша медична сестра                               |
| 6                                                       | Капустенко Микола Михайлович       | 04.11.2010            | вища               | член Партії регіонів                          | пенсіонер                                                                           |
| 7                                                       | Трембач Ольга Василівна            | 04.11.2010            | вища               | член Партії регіонів                          | ПФ «Юлія», директор                                                                 |
| 8                                                       | Дрокін Олександр Миколайович       | 04.11.2010            | середня            | член Партії регіонів                          | пенсіонер                                                                           |
| 9                                                       | Мащенко Володимир Дмитрович        | 04.11.2010            | вища               | член Партії регіонів                          | Південна ДЕМ, старший майстер                                                       |
| 10                                                      | Петренко Ігор Володимирович        | 04.11.2010            | вища               | член Партії регіонів                          | Південний технологічний ліцей, директор                                             |
| 14                                                      | Пільгуй Світлана Василівна         | 04.11.2010            | вища               | член Партії регіонів                          | Південний технологічний ліцей, вчитель                                              |
| 16                                                      | Антоненко Неля Володимирівна       | 04.11.2010            | вища               | позапартійна                                  | фермерське господарство «Врожай», бухгалтер                                         |
| 18                                                      | Шахвердян Гурген Самвелович        | 04.11.2010            | вища               | член Партії регіонів                          | приватний підприємець                                                               |
| Політична партія Всеукраїнське об'єднання «Батьківщина» |                                    |                       |                    |                                               |                                                                                     |
| б/м                                                     | Бурлакова Ірина Андріївна          | 04.11.2010            | вища               | член Всеукраїнського об'єднання «Батьківщина» | ТОВ «Рогань-Інвест», м. Харків, менеджер з оптових продаж                           |
| б/м                                                     | Луценко Віктор Іванович            | 04.11.2010            | вища               | член Всеукраїнського об'єднання «Батьківщина» | Південноміська рада, м. Південне, спеціаліст землевпорядник                         |
| б/м                                                     | Філатова Олена Олександрівна       | 04.11.2010            | середня            | член Всеукраїнського об'єднання «Батьківщина» | приватний підприємець                                                               |
| 3                                                       | Синиця Світлана Іванівна           | 04.11.2010            | вища               | позапартійна                                  | Південноміська лікарня, лікар-гінеколог                                             |
| 11                                                      | Медяник Тетяна Гаврилівна          | 04.11.2010            | вища               | член Всеукраїнського об'єднання «Батьківщина» | ФОП «Кравченко Н. Г.», лікар-стоматолог                                             |
| 13                                                      | Шостенко Андрій Володимирович      | 04.11.2010            | середня            | позапартійний                                 | ТОВ «Рогань-інвест» м. Харків, генеральний директор                                 |
| 17                                                      | Надточій Костянтин Олександрович   | 04.11.2010            | середня            | позапартійний                                 | АЗС «Б2», оператор                                                                  |
| Політична партія «Фронт Змін»                           |                                    |                       |                    |                                               |                                                                                     |
| б/м                                                     | Білаш Олена Анатоліївна            | 04.11.2010            | вища               | член Політичної партії «Фронт Змін»           | ТОВ НВП «Водомір», менеджер                                                         |